# Мечеть имени Марал-ишана
Мечеть имени Марал-ишана, традиционно также известная как Ак-Мечеть, — центральная и самая старая мечеть г. Костаная, Казахстан.
Полукруглый выступ двухэтажной в мечети заканчивался балконом, с которого созывали мусульман на молитву. Высота мечети 6 метров и делилось на два яруса: в верхнем — местная знать, а в нижнем — небогатые мусульмане.

## История
Построена в 1893 году как Соборная мечеть города Кустаная на деньги жителей местной Татарской слободы. Основным жертвователем на строительство мечети был купец Абдулвали Яушев. После смерти Абдулвали в 1906 году мечеть поддерживал его младший брат Муллагали Яушев.
В 1931 году здание мечети было переоборудовано в клуб и кинотеатр.
Во время Второй мировой войны мечеть служила эвакуационным пунктом, в ней разместились эвакуированные из Ленинграда. После войны в здании мечети располагался кинотеатр юного зрителя.
В 1986 году здание было перестроено под концертный зал Кустанайской областной филармонии.
В 1991 году здание было возвращено мусульманской общине города. В 2001 году была проведена генеральная реконструкция, на открытии реконструированной мечети принял участие президент Казахстана Нурсултан Назарбаев.
В 2002 году мечеть переименована в честь учёного Марал-ишана Курманулы.
В 2016 году мечеть закрыли из-за аварийного состояния.
В 2017 году мечеть включена в список «сакральные места Казахстана».

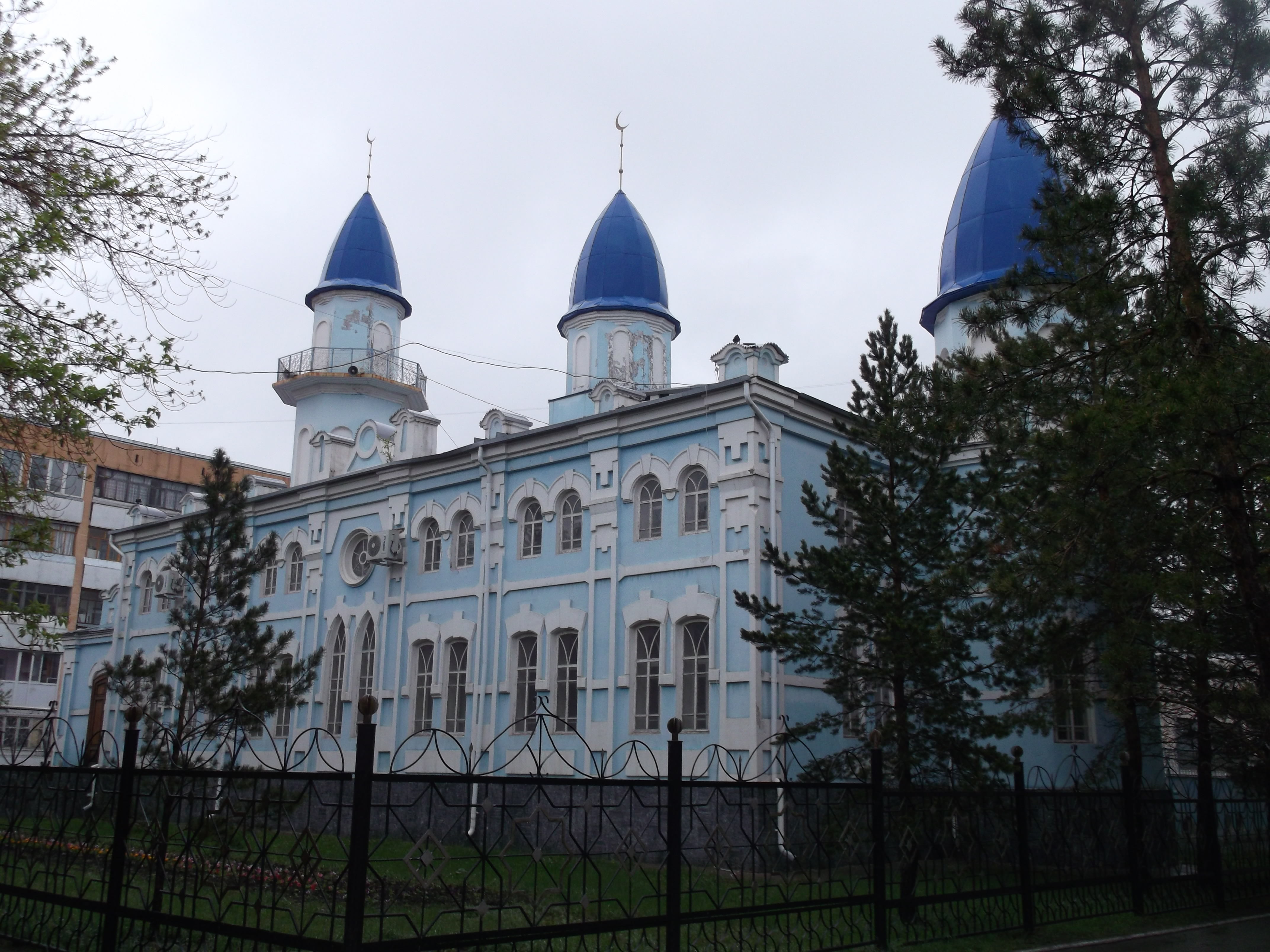
Вид на мечеть до реконструкции в 2018 году

17 апреля 2018 Духовное управление мусульман Казахстана передало мечеть на баланс Костанайского областного историко-краеведческого музея, так как мечеть представляет собой историческую и культурную ценность. Мечеть включена в реестр памятников истории и архитектуры Костанайской области.
С 2018 года началась реконструкция здания, которая должна вернуть исторический облик мечети. Был изменён цвет фасада, все минареты стали выше на 3 метра, куполам вернули первозданный вид, а также восстановили дверь, которая была изначально. На реставрацию потратили 140 миллионов тенге.
30 декабря 2022 года после реконструкции мечеть открыли для посещения.